# Epiphone Les Paul Ultra II
De Epiphone Les Paul Ultra II is een in 2008 uitgebrachte thinline semi-hollow body elektrische gitaar. Hoewel de Les Paul Ultra II geïntroduceerd is nadat Gibson het bedrijf had overgenomen, is Epiphone de eigenlijke producent.
Opvallend aan deze gitaar is de NanoMag-pickup die het geluid van een akoestische gitaar nabootst. Dit gitaarelement is vlak onder de toets ingebouwd. Aan de achterkant van de gitaar kan men dit element sturen via een ingebouwde voorversterker met regeling voor bas, scherpe tonen en voorversterking (gain). Men kan de gitaar mono en stereo versterken via aparte ingangen voor de kabel(s). Mono worden alle elementen versterkt, bij stereo wordt het signaal van de Nanomag gescheiden van het signaal van de andere elementen.
De knoppen aan de voorkant bedienen het volume van het halselement, het brugelement, het volume van de NanoMag en de toon van het gitaargeluid. Bovenaan de gitaar is er een driestandenschakelaar aangebracht die toelaat om de eerste, tweede of beide humbuckers te selecteren.
Op 24 juli 2011 is de Epiphone Ultra III officieel aangekondigd, deze verschilt slechts weinig van de Ultra II. De Ultra III heeft 2 Probucker gitaarelementen (gebaseerd op Burstbuckers van Gibson) en er zijn meerdere afwerkingen beschikbaar.

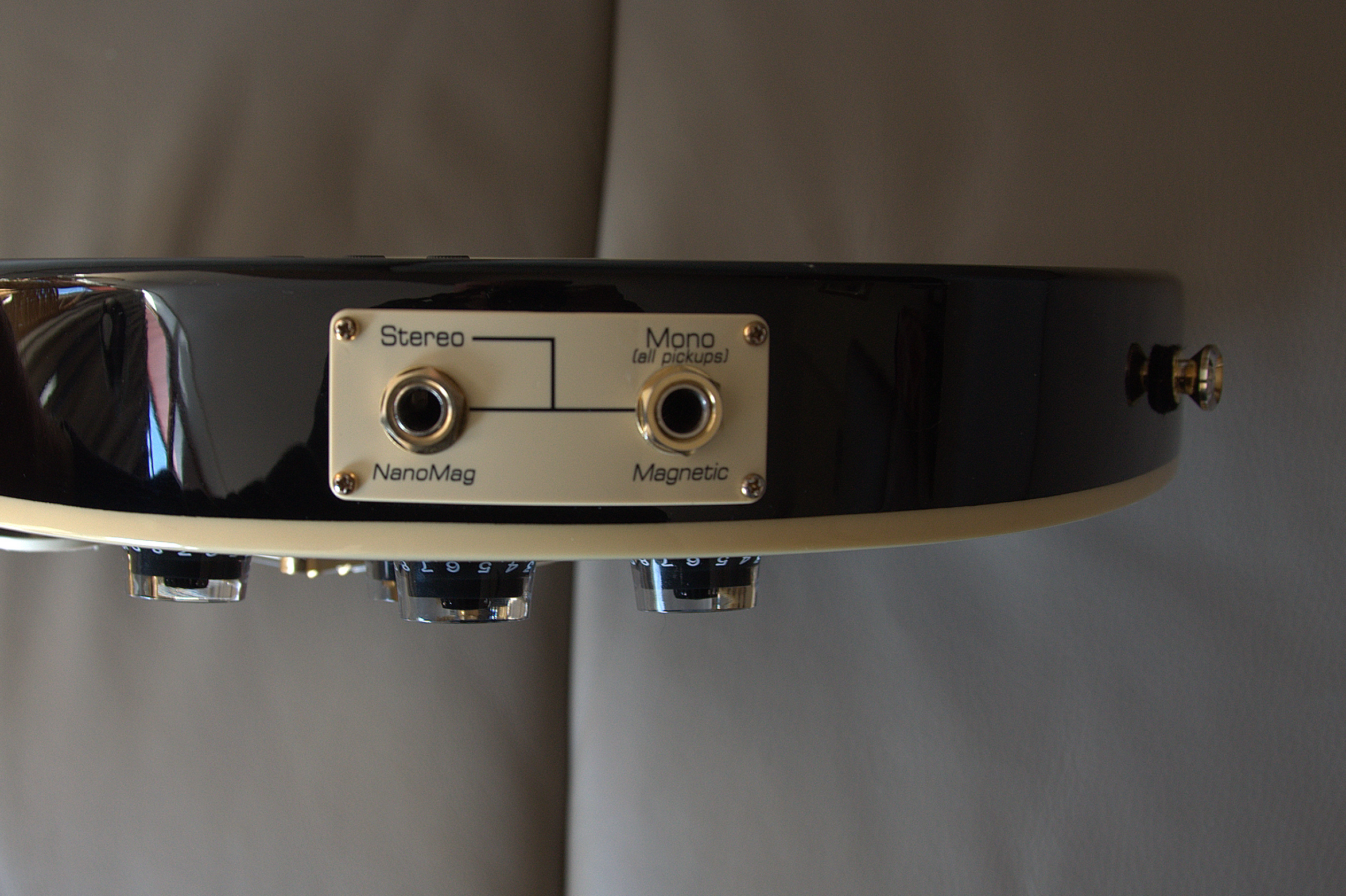
Mono- en stereo-uitgang
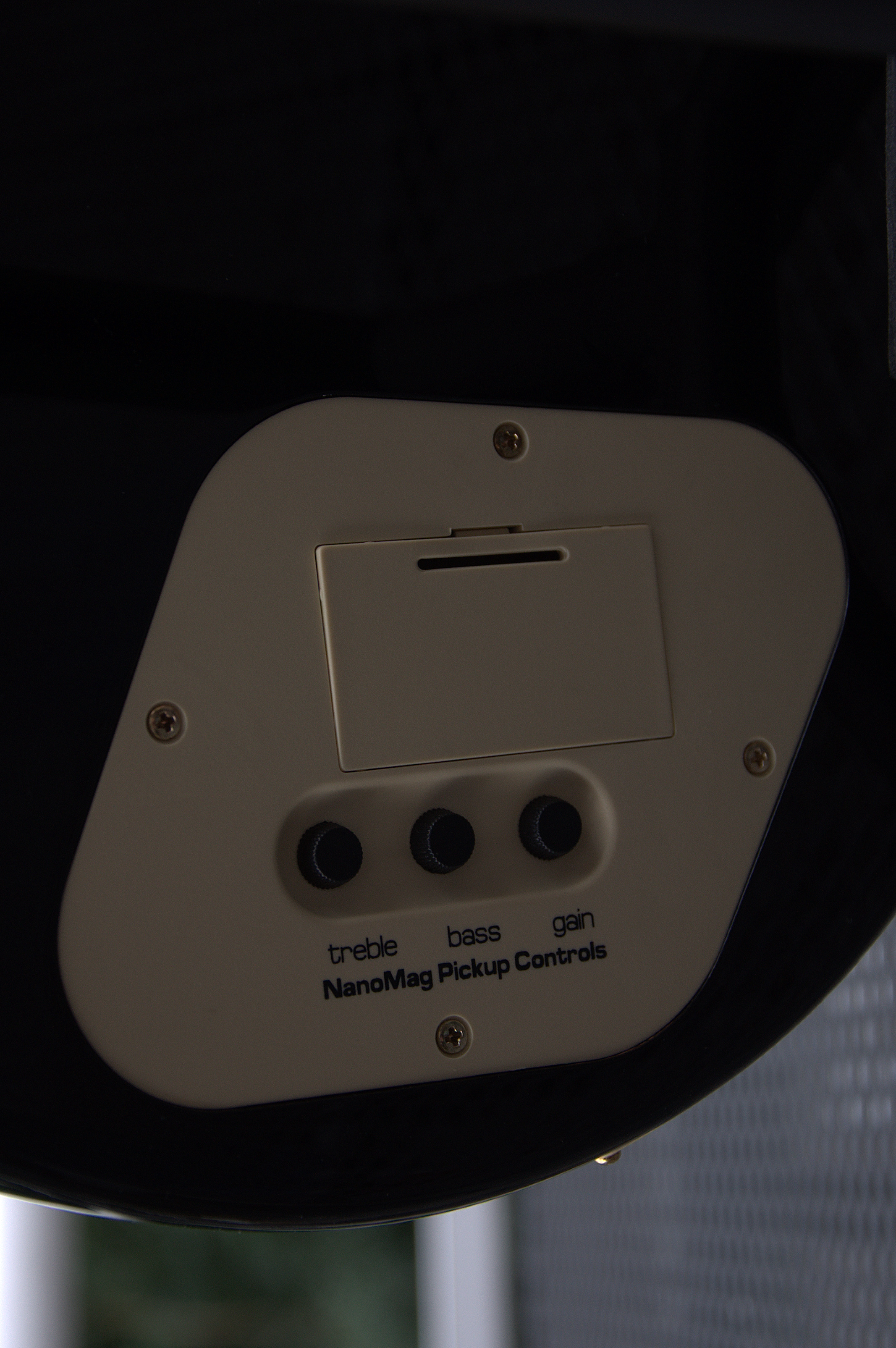
Voorversterker voor het NanoMag-element